# Himopolynema
Himopolynema is een geslacht van vliesvleugeligen uit de familie Mymaridae. De wetenschappelijke naam van dit geslacht is voor het eerst geldig gepubliceerd in 1977 door Taguchi.

## Soorten
Het geslacht Himopolynema omvat de volgende soorten:
- Himopolynema aequum (Girault, 1920)
- Himopolynema haflongum Hayat & Singh, 2003
- Himopolynema hexatricha Hayat & Basha, 2003
- Himopolynema hishimonus Taguchi, 1977
- Himopolynema indicum Hayat & Basha, 2003
- Himopolynema longiclavatum Hayat & Anis, 1999
- Himopolynema malayanum Taguchi, 1977
- Himopolynema parviscutum Taguchi, 1977
- Himopolynema robustum (Sveum, 1982)
- Himopolynema taiwanum Taguchi, 1977